# Leiopelma hamiltoni
Leiopelma hamiltoni é uma espécie de anfíbio da família Leiopelmatidae. Endêmica da Nova Zelândia, onde pode ser encontrada na ilha de Stephens.